# Jakob Friedrich Alois Hemberger

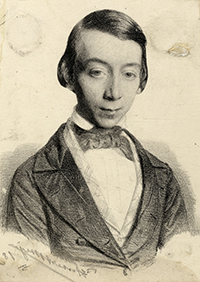
Jakob Friedrich Alois Hemberger

Jakob Friedrich Alois Hemberger (* 7. Februar 1826 in Karlsruhe; † 15. Juni 1906 ebenda) war ein deutscher Architekt und großherzoglich badischer Baubeamter in Karlsruhe.

## Leben
Jakob Hemberger war als Sohn des Regimentsmusikers Hemberger und seiner Frau Regina das älteste von acht Kindern. Nach der Volksschule in Karlsruhe besuchte er die Privatschule Lafontaine. Da er in bescheidenen Verhältnissen aufwuchs, finanzierte er seine Ausbildung an der Privatschule wie auch Teile des Studiums durch Nachhilfeunterricht.
In den Jahren von 1841 bis 1847 studierte Jakob Hemberger am Polytechnikum unter anderen bei Heinrich Hübsch und Friedrich Eisenlohr Bauwesen. Besonderen Einfluss auf Hemberger übte Heinrich Hübsch aus, der für seine Backsteinbaukunst bekannt war. 1852 legte Hemberger die staatliche Prüfung ab und wurde als Baupraktikant aufgenommen. Bereits vor seinem Abschluss war er bis 1854 für die von Karl Joseph Berckmüller geleitete Großherzogliche Baubezirksinspektion als Gehilfe tätig. Von 1854 bis 1856 folgte anfangs unter Berckmüller die Bauleitung am Empfangsgebäude des Badischen Bahnhofs in Basel. Für die neu gegründete Eisenbahnhochbauinspektion Waldshut, die für den Bau der Hochrheinbahn ins Leben gerufen wurde, wählte man Hemberger 1857 als Vorstand. Ein Reisestipendium ermöglichte ihm eine Studienreise nach Italien. Nach einer Zwischenstation als Bezirksbauinspektor in Donaueschingen 1862 ging er ein Jahr später als Vorstand der Bezirksbauinspektion nach Lörrach, wo er an mehreren öffentlichen Bauten beteiligt war. Neben dem Kreisgerichtsgebäude – heute Amtsgericht Lörrach – war er am Bau des benachbarten Amtsgefängnisses und der Hebelschule verantwortlich. Daneben baute er die Rathäuser in Auggen und Neuenweg. 1874 siedelte er nach Freiburg im Breisgau um, wo er den Auftrag zum Neubau des Landesgefängnisses – heute: Justizvollzugsanstalt Freiburg – erhielt. Noch vor Fertigstellung des Gefängnisbaus in Freiburg wurde Hemberger auf Empfehlung Berckmüllers von Großherzog Friedrich I. zum Vorstand des Großherzoglichen Bauamtes in Karlsruhe berufen, wo er als Nachfolger von Berckmüller 21 Jahre wirkte. 1884 folgte eine Ernennung zum Oberbaurat und 1891 zum Hofbaudirektor. Während seiner Zeit in Karlsruhe war Hemberger überwiegend mit Um- und Ausbauten an Gebäuden der großherzoglichen Familie beschäftigt. Zudem errichtete er im Fasanengarten ein Hofdienergebäude und plante 1896 gemeinsam mit seinem Sohn Hermann Hemberger das Mausoleum im Fasanengarten. Im Herbst 1899 wurde er auf eigenen Antrag in den Ruhestand versetzt.
Jakob Friedrich Alois Hemberger heiratete 1860 Fanny Ries. Ihr gemeinsamer Sohn Hermann (1862–1945) folgte dem Beruf seines Vaters und wurde Regierungsbaumeister, später Oberbauinspektor in Karlsruhe.

## Mitgliedschaften und Ehrungen
Hemberger war Vorstandsmitglied des Badischen Architekturvereins und badischer Delegierter bei der Kommission für Preußisches Gefängniswesen in Berlin und war Träger des Kommandeurskreuzes des Zähringer Löwenordens.